# Brenon
Brenon é uma comuna francesa na região administrativa da Provença-Alpes-Costa Azul, no departamento de Var. Estende-se por uma área de 5,59 km². Em 2010 a comuna tinha 27 habitantes (densidade: 4,8 hab./km²).6 hab/km².